# 希普卡山口

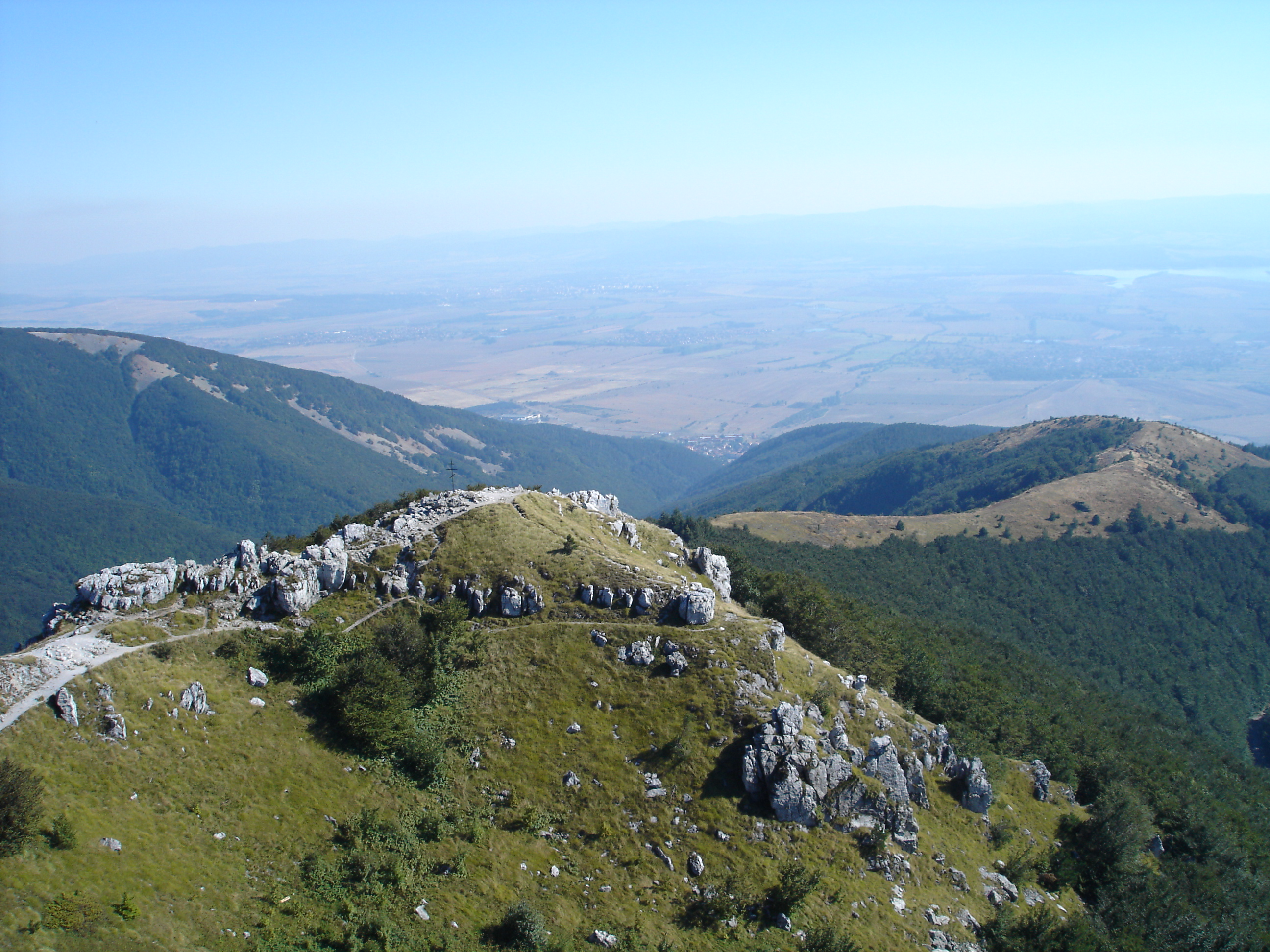
由希普卡望至其山口

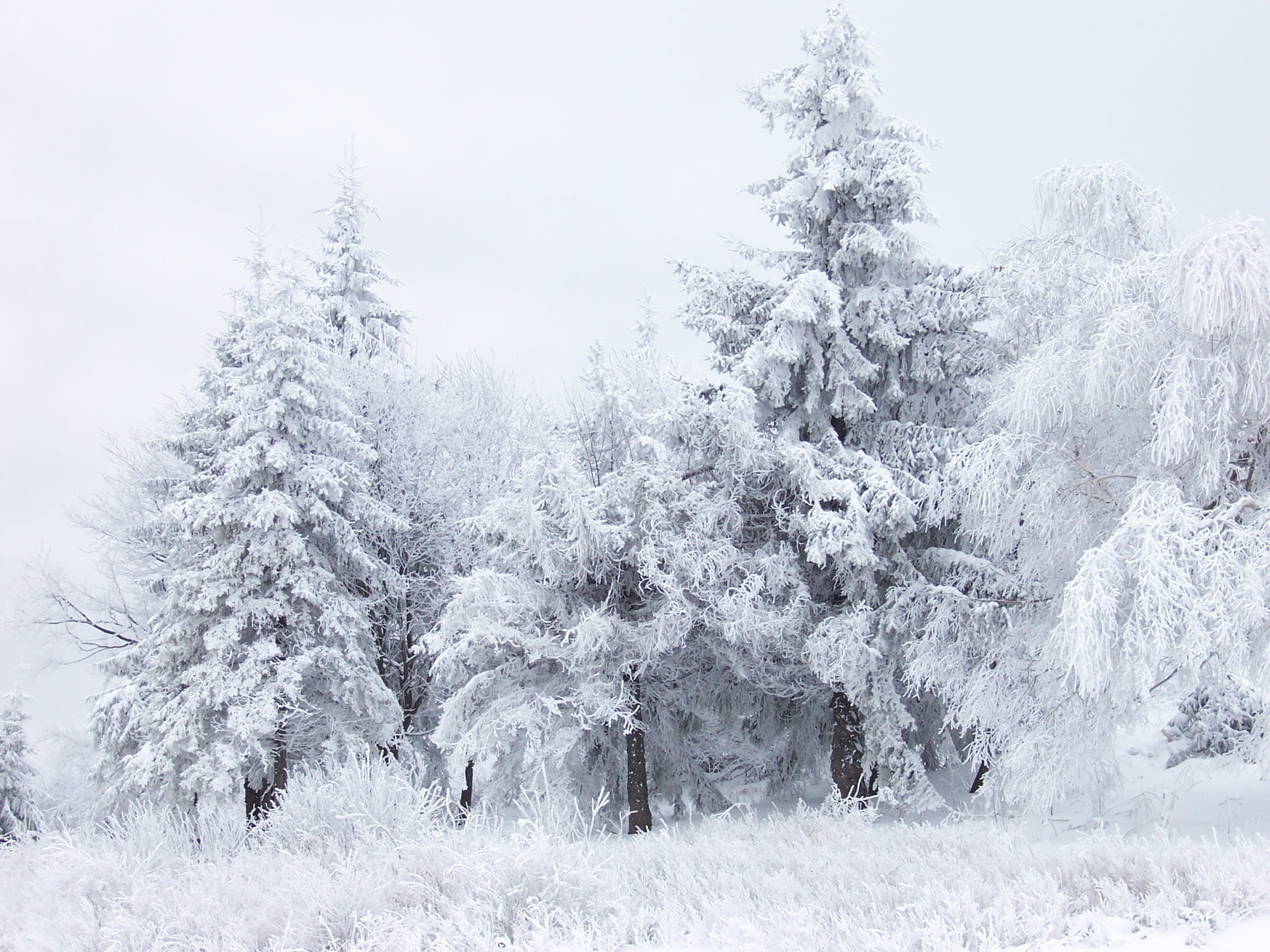
希普卡山口的雪景

希普卡山口（羅馬化：Shipchenski prohod）位於保加利亞的巴爾幹山脈上，為一個景色優美的山口。其被一條由多瑙河畔的魯塞出發，經過旧扎戈拉再通往土耳其埃迪爾內的道路所貫穿。這山口的最高海拔為1,150（3,770英尺）。
在俄土戰爭其間，希普卡山口發生了一系列戰事，合稱為希普卡山口戰役。

## 外部連結
- 希普卡 - 山口、紀念館、村莊與修道院

## 資料來源
1. ↑  Crowe, John Henry Verrinder. . . XXIV (SAINTE-CLAIRE DEVILLE to SHUTTLE) 11th. Cambridge, England and New York: At the University Press. 1911: 981–982  [18 July 2018] –Internet Archive.